# Tapachula (gemeente)
Tapachula is een gemeente in de Mexicaanse deelstaat Chiapas. De hoofdplaats van Tapachula is Tapachula. De gemeente Tapachula heeft een oppervlakte van 303 km², oftewel 0,4% van de oppervlakte van de staat Chiapas.
De gemeente heeft 271.674 inwoners (2000). 1,58% daarvan spreekt een Indiaanse taal, voornamelijk Mam. 0,53% van hen spreekt geen Spaans.
Acacoyagua · Acala · Acapetahua · Aldama · Altamirano · Amatán · Amatenango de la Frontera · Amatenango del Valle · Angel Albino Corzo · Arriaga · Bejucal de Ocampo · Bella Vista · Benemérito de las Américas · Berriozábal · Bochil · Cacahoatán · Capitán Luis Ángel Vidal · Catazajá · Chalchihuitán · Chamula · Chanal · Chapultenango · Chenalhó · Chiapa de Corzo · Chiapilla · Chicoasén · Chicomuselo · Chilón · Cintalapa · Coapilla · Comitán de Domínguez · Copainalá · El Bosque · El Parral · El Porvenir · Emiliano Zapata · Escuintla · Francisco León Rivera · Frontera Comalapa · Frontera Hidalgo · Honduras de la Sierra · Huehuetán · Huitiupán · Huixtán · Huixtla · Ixhuatán · Ixtacomitán · Ixtapa · Ixtapangajoya · Jiquipilas · Jitotol · Juárez · La Concordia ·  La Grandeza · La Independencia · La Libertad · La Trinitaria · Larráinzar · Las Margaritas · Las Rosas · Mapastepec · Maravilla Tenejapa · Marqués de Comillas Zamora · Mazapa de Madero · Mazatán · Metapa · Mitontic · Mezcalapa · Montecristo de Guerrero · Motozintla · Nicolás Ruíz · Ocosingo · Ocotepec · Ocozocoautla de Espinosa · Ostuacán · Osumacinta · Oxchuc · Palenque · Pantelhó · Pantepec · Pichucalco · Pijijiapan · Pueblo Nuevo Solistahuacán · Rayón · Reforma · Rincón Chamula San Pedro · Sabanilla ·  Salto de Agua · San Andrés Duraznal · San Cristóbal de las Casas · San Fernando · San Juan Cancuc · San Lucas · Santiago el Pinal · Siltepec · Simojovel · Sitalá · Socoltenango · Solosuchiapa · Soyaló · Suchiapa · Suchiate · Sunuapa · Tapachula · Tapalapa · Tapilula · Tecpatán · Tenejapa · Teopisca · Tila · Tonalá · Totolapa · Tumbalá · Tuxtla Chico · Tuxtla Gutiérrez · Tuzantán · Tzimol · Unión Juárez · Venustiano Carranza · Villa Comaltitlán · Villa Corzo · Villaflores · Yajalón · Zinacantán